# Ons tijdschrift: christelijk letterkundig maandblad
Ons tijdschrift: christelijk letterkundig maandblad verscheen maandelijks in Nederland tussen 1896 en 1914.
Het letterkundige blad Ons tijdschrift was een communicatiekanaal van gereformeerde jongeren en reageerde op de vernieuwende literatuur van de Tachtigers en de Nieuwe Gids. In de eerste jaargangen van Ons tijdschrift wees de redactie de literaire vernieuwing af en had men oog voor klassieke auteurs, als Nicolaas Beets en Willem Bilderdijk. Naarmate het tijdschrift groeide, nam de aandacht voor literaire vernieuwing toe. Ons tijdschrift wenste het literaire modernisme van de Tachtigers te incorporeren in de christelijke letterkunde. Ons tijdschrift probeerde aldus de literatuuropvattingen van de Tachtigers te combineren met de eigen confessionele levensbeschouwing, op zoek naar een eigen, moderne christelijke letterkunde. Een van de auteurs van Ons Tijdschrift was de historicus F.C. Gerretson, ook bekend als de dichter Geerten Gossaert. 
Ons tijdschrift kende een afsplitsing, namelijk Bloesem en vrucht, dat tussen 1911 en 1920 werd uitgebracht door gereformeerde letterkundigen die de vernieuwende inmenging van de Tachtigers te sterk vonden. Tussen 1923 en 1940, na de stopzetting van Ons tijdschrift, werd Opwaartsche wegen opgericht. Ook in dat tijdschrift werd de relatie tussen protestants-christelijke literatuur en de Tachtigers besproken.